# Загуменна Олена Сергіївна
Олена Сергіївна Загуменна (нар. 10 березня 1980) — українська футболістка, півзахисниця клубу «Ятрань-Берестівець».

## Життєпис
Футбольну кар'єру розпочала у клубі «Дончанка-Варна». У жіночому чемпіонаті України дебютувала 1997 року, того сезону в цьому турнірі провела 8 матчів. У команді відіграла 10 років, за цей час у футболці клубу провела понад 100 офіційних матчів. Разом з донецьким колективом по два рази вигравала чемпіонат України та кубок країни.
У 2008 році перейшла до «Іллічівки», у футболці якої відзначилася дебютним голом 15 травня 2008 року на 38-й хвилині переможного (2:0) виїзного поєдинку 2-о туру чемпіонату України проти одеської «Чорноморочки». У чемпіонаті України зіграла 43 матчі, відзначилася 12-а голами. Разом з командою двічі ставала бронзовою призеркою Вищої ліги.
У 2011 році підписала контракт з «Житлобудом-1». Дебютувала у футболці харківського клубу 30 квітня 2011 року в переможному (8:0) виїзному поєдинку 1-о туру чемпіонату України проти столичного «Атекс-СДЮШОР №16». Загуменна вийшла на поле на 58-й хвилині, замінивши Ганну Мозольську. У команді провела два з половиною роки, у чемпіонаті України зіграла 26 матчів. Двічі ставала переможцем Вищої ліги та одного разу володаркою кубку країни. 11 серпня 2012 року зіграла один матч у жіночій Лізі чемпіонів.
У 2013 році повернулася до «Іллічівки». У команді провела два з половиною роки, зіграла у 28-и матчах чемпіонату України.
Напередодні старту сезону 2016 року підсилила «Ятрань-Берестівець». Дебютувала за нову команду 24 квітня 2016 року в програному (0:3) домашньому поєдинку 1-о туру чемпіонату України проти «Житлобуду-2». Олена вийшла на поле в стартовому складі та відіграла увесь матч, а на 54-й хвилині отримала жовту картку. Дебютним голом за уманський колекти відзначилася 16 червня 2017 року на 18-й хвилині переможного (5:1) виїзного поєдинку 8-о туру чемпіонату України проти київського «Атекс-СДЮШОР №16». Загуменна вийшла на поле в стартовому складі та відіграла увесь матч.

## Досягнення
«Дончанка»
- Вища ліга чемпіонату України
  -  Чемпіон (2): 1998, 1999
  -  Срібний призер (2): 2000, 2001
  -  Бронзовий призер (3): 1997, 2002, 2003

- Кубок України
  -  Володар (2): 1998, 1999
  -  Фіналіст (2): 1997, 2001

«Іллічівка»
- Вища ліга чемпіонату України
  -  Бронзовий призер (2): 2009, 2010

«Житлобуд-1»
- Вища ліга чемпіонату України
  -  Чемпіон (2): 2011, 2012

- Кубок України
  -  Володар (1): 2011